# Dietenbronn (Aurach)
Dietenbronn (fränkisch: Dida-brunn) ist ein Gemeindeteil der Gemeinde Aurach im Landkreis Ansbach (Mittelfranken, Bayern). Dietenbronn liegt in der Gemarkung Büchelberg.

## Geografie
Im Dorf entspringt der Brunnengraben, ein rechter Zufluss des Großen Aurachbachs, der wiederum ein rechter Zufluss der Altmühl ist. Im Südwesten grenzt die Forst Aurach an. 1 km südwestlich erhebt sich der Waltersberg (505 m ü. NHN) und 0,5 km südöstlich der Steckberg (491 m ü. NHN). Im Nordwesten liegt das Flurgebiet Gründlein und im Süden Hasenzagel. Eine Gemeindeverbindungsstraße führt nach Aurach zur Staatsstraße 1066 (1,5 km östlich) bzw. zur Kreisstraße AN 3 bei Atzenhofen (1,7 km nordwestlich).

## Geschichte
Der Ort wurde 1327 als „Tittenbrunne“ erstmals urkundlich erwähnt. Der Ortsname leitet sich von einem gleichlautenden Gewässernamen ab, dessen Bestimmungswort der Personenname Titto ist. Der Ortsname bedeutet als Zur Quelle des Titto.
Im 16-Punkte-Bericht des brandenburg-ansbachischen Amts Leutershausen aus dem Jahr 1608 sind für Dietenbronn 8 Mannschaften verzeichnet, von denen 3 Mannschaften dem Rat zu Ansbach unterstanden, 1 Mannschaft dem Klosterverwalteramt Sulz und 3 Mannschaften dem Hochstift Eichstätt. Das Hochgericht übte das Amt Leutershausen aus. Im 16-Punkte-Bericht des Amts Leutershausen aus dem Jahr 1681 bleibt die Zahl der Mannschaften und die grundherrschaftlichen Verhältnisse unverändert.
Gegen Ende des 18. Jahrhunderts gab es in Dietenbronn zehn Anwesen und ein Gemeindehirtenhaus. Das Hochgericht übte weiterhin das Stadtvogteiamt Leutershausen aus. Die Dorf- und Gemeindeherrschaft hatte das eichstättische Vogtamt Aurach. Grundherren waren das Fürstentum Ansbach (Klosterverwalteramt Sulz: 1 Köblergut; Ansbacher Rat: 1 Halbhof, 4 Köblergüter) und der Hochstift Eichstätt (Kastenamt Wahrberg: 1 Hof, 1 Halbhof, 1 Söldengut; Kastenamt Aurach: 1 Köblergut). Von 1797 bis 1808 unterstand der Ort dem Justizamt Leutershausen und Kammeramt Colmberg.
Im Rahmen des Gemeindeedikts wurde Dietenbronn dem 1808 gebildeten Steuerdistrikt Büchelberg zugeordnet. Es gehörte auch der 1810 gegründeten Ruralgemeinde Büchelberg an. Am 1. Juli 1972 wurde Dietenbronn im Zuge der Gebietsreform in Bayern nach Aurach eingemeindet.

### Baudenkmal
- Haus Nr. 4: ehemaliger Bauernhof, erdgeschossiges massives Wohnstallhaus mit Satteldach und Putzgliederung, bezeichnet 1808.[13]

### Einwohnerentwicklung
| Jahr      | 001818 | 001840 | 001861 | 001871 | 001885 | 001900 | 001925 | 001950 | 001961 | 001970 | 001987 |
| Einwohner | 66     | 78     | 63     | 57     | 62     | 48     | 65     | 60     | 44     | 43     | 53     |
| Häuser    | 13     | 11     |        |        | 11     | 13     | 10     | 10     | 9      |        | 12     |
| Quelle    | [ 15 ] | [ 16 ] | [ 17 ] | [ 18 ] | [ 19 ] | [ 20 ] | [ 21 ] | [ 22 ] | [ 23 ] | [ 24 ] | [ 1 ]  |

## Religion
Der Ort ist römisch-katholisch geprägt und bis heute nach St. Peter und Paul (Aurach) gepfarrt. Die Einwohner evangelisch-lutherischer Konfession waren ursprünglich nach St. Peter (Leutershausen) gepfarrt, seit 1999 ist die Pfarrei St. Wenzeslaus (Weißenkirchberg) zuständig.